# Nordic Growth Market
Der Nordic Growth Market (NGM) ist eine Wertpapierbörse mit Sitz in Stockholm, Schweden. Sie wurde 1984 gegründet und ist vollständig im Besitz der Börse Stuttgart. Der Handel erfolgt elektronisch über das Elasticia-System.

## Geschichte
Die NGM bietet seit 1984 eine Alternative zu den skandinavischen NASDAQ-Börsen für Anleger, die in schwedische und finnische mittelständische Unternehmen investieren möchten. Mehr als 200 Unternehmen notieren ihre Aktien an der Börse, und Anlegern stehen über 12.000 weitere Wertpapiere zur Verfügung.
Ein unübliches Merkmal der NGM ist, dass die Börse einen Teil der durch den Handel mit Unternehmensaktien generierten Gebühren mit den emittierenden Unternehmen teilt.
Die NGM betreibt außerdem die Nordic Derivatives Exchange (NDX), eine regulierte Derivatebörse, an der Derivate von mehr als 30 großen Finanzdienstleistern in ganz Europa notiert sind.